# Nahe (râu)
Nahe (lat. Nava, celt. fluviu sălbatic) este un afluent al Rinului, are lungimea de 116 km și curge pe teritoriul landurilor Saarland și Rheinland-Pfalz din Germania.

## Cursul apei
Nahe are izvorul la la nord-vest de Nohfelden-Selbach (Saarland) și 4 km sud-vest de lacul de acumulare Bostal,  cursul râului desparte regiunea Nordpfälzer Bergland de Hunsrück. Curge în direcția nord-est. traversează granița landului  Rheinland-Pfalz și trece prin localitățile Hoppstädten-Weiersbach, Idar-Oberstein , Kirn și Monzingen spre Niederhausen. Curge prin Bad Münster am Stein, Bad Kreuznach și Gensingen, în nord în dreptul localtății Bingen se varsă în Rin care vine din sud.

## Lacuri de acumulare
- Gänsmühle din Martinstein, produce 30 KW/h curent electric
- Lacul de lângă Niederhausen are însă un volum de 800.000 m³ de apă
- Kammerwoog este un baraj lângă Idar-Oberstein, care are și rolul de regulator al debitului râului în perioada inundațiilor.

## Hidrologie
Bazinul de colectare al râului ocupă o suprafață de 4065 km², prin compararea suprafeței de colectare și lungimea cursului apei se poate explica variațiile mari și rapide a debitului râului cu producere de inundații în regiunea cursului mijlociu și inferior. In Bad Kreuznach râul poate avea un debit de peste 1000 m³/s, ca la vărsare Nahe să aibă un debit de peste 1300 m³/s.
Regiunile bazinului hidrografic sunt:
- Rheinhessische Schweiz
- Nordpfälzer Bergland
- Hunsrück
- Binger Wald

## Localități traversate

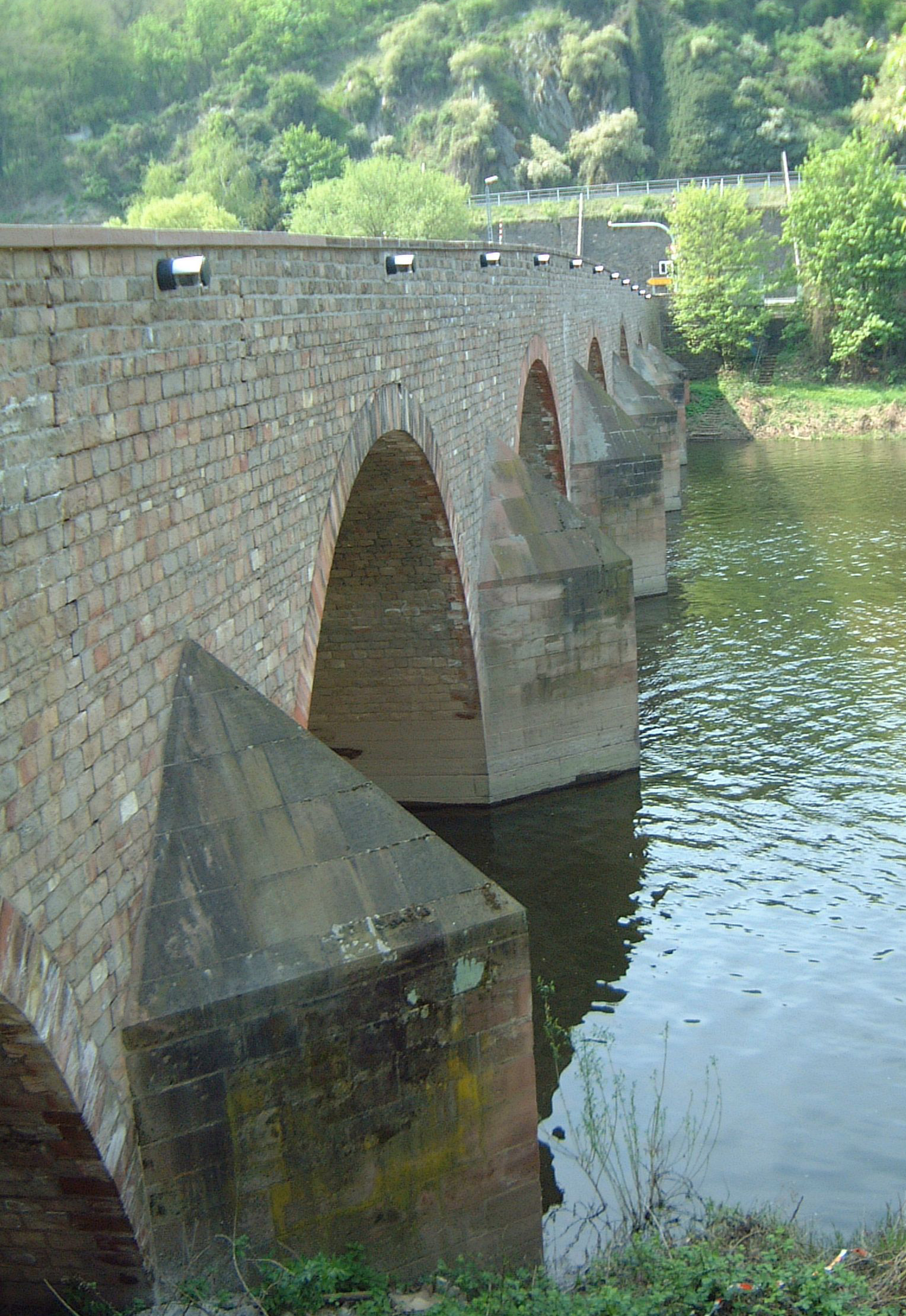
Podul Drusus de peste Nahe in Bingen

| - Nohfelden - Nohen - Kronweiler - Sonnenberg-Winnenberg - Frauenberg - Idar-Oberstein - Kirn - Hochstetten-Dhaun - Martinstein - Merxheim - Monzingen - Bad Sobernheim - Staudernheim - Boos - Waldböckelheim | - Schloßböckelheim - Oberhausen - Niederhausen - Norheim - Traisen - Bad Münster am Stein-Ebernburg - Bad Kreuznach - Bretzenheim - Langenlonsheim - Gensingen - Grolsheim - Laubenheim - Münster-Sarmsheim - Bingen am Rhein |

## Atracții turistice

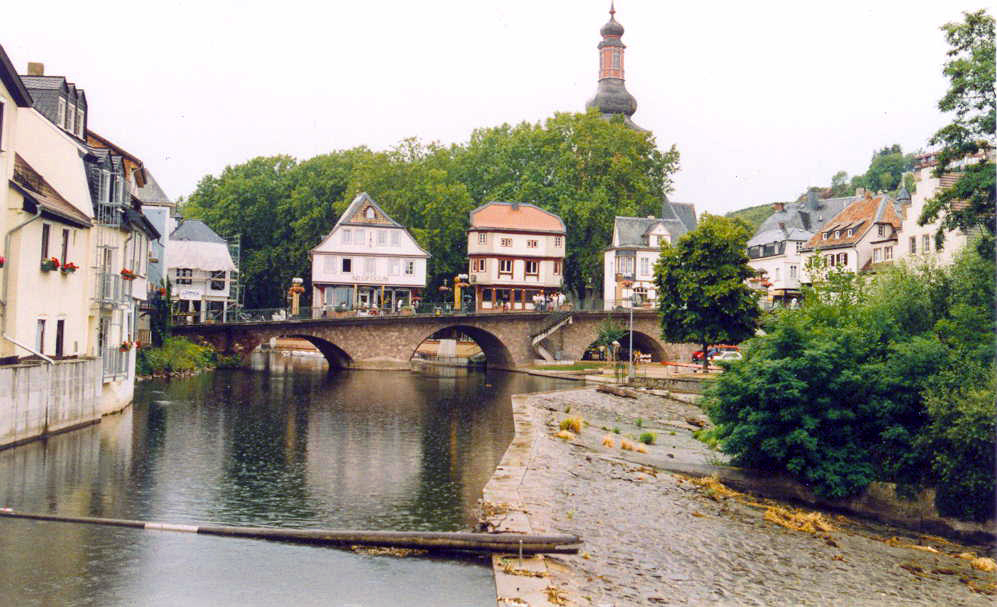
Bad Kreuznach: Brückenhäuser din secolul XV

Ținutul Naheland traversat de râu oferă:
- drumuri amenajate pentru cicliști „Nahe-Radweg” care oferă posibilitatea de a ajunge de la izvor la vărsare.
- regiunea viticolă, vinurile produse în rgiunea Nahe au câșitigat mai multe premii
- cetățile și castelele de pe Hunsrück și Nordpfälzer Bergland sunt de asemenea un punct important turistic ca de exemplu Ebernburg (cetate)
- peștera tâlharului Johannes Bückler poreclit „Schinderhannes“ care prin anii 1800 era spaima regiunii, se află la 9 km distanță de Nahe
- Alte curiozități turistice sunt Muzeul de pietre prețioase din Idar-Oberstein, sau apele termale și tratamentul cu aerosoli din Bad Kreuznach, clădiri vechi sau poduri istorice.